# Геркнер, Генрих
Генрих Геркнер (нем. Heinrich Herkner; 27 июня 1863, Либерец — 27 мая 1932, Берлин) — немецкий экономист, статистик и педагог, профессор политической экономии и социальный реформатор. Президент Немецкой социологической ассоциации (1917—1929).

## Биография
Генрих Геркнер родился 27 июня 1863 года в городке Райхенберг (ныне Либерец, Чехия). Высшее образование получил в Страсбургском университете, где его научным руководителем был Луйо Брентано.
Получив необходимые для этого знания Геркнер стал преподавать политическую экономию в университетах Фрайбургском университете (1890—1892), Технологическом институте Карлсруэ (1892—1898) и университете Цюриха (1898—1907), а также в Берлинском техническом университете (1907—1913) и Берлинском университете имени Гумбольдта (1913—1913; 1932).
Изначально Геркнер был марксистом, но позже эволюционировал в сторону реалистических взглядов. Александра Михайловна Коллонтай, поехавшая в Цюрих, чтобы учиться у него, обнаружила, что он стал «ревизионистом», и проводила большую часть времени в университете, оспаривая его взгляды.
Геркнер был активным участником и вице-президентом «Союза социальной политики» (нем. Verein für Sozialpolitik), а после смерти Густава фон Шмоллера стал его фактическим руководителем. Являлся одним из деятельных участников группы катедер-социалистов — школы немецких учёных, доказывающих возможность улучшить положение и быт рабочего класса в рамках капиталистического строя.
Г. Геркнер являлся сторонником социальных реформ, в которых он видел базис народно-хозяйственного прогресса. Будучи противником германской социал-демократии, Геркнер упрекает её в неправильной тактике, направленной к отстаиванию «принципиальных требований». Геркнер опасается «господства масс» с живущими в них социалистическими идеалами, усматривая в них огромную опасность для современной культуры. В последнее время он призывал «независимую» науку к борьбе с социалистическим течением. По своим национально-политическим идеалам Геркнер являлся сторонником объединения Германии и Австрии, которого он тщетно ждал после распада Австро-Венгерской империи.
Геркнер написал ряд работ по рабочему вопросу и социальной политике, имеющих преимущественно компилятивный характер; главная из них — «Die Arbeiterfrage» (1894; русский перевод: «Рабочий вопрос», М.-Париж, 1917).
В бытность профессором Цюрихского университета Геркнер издавал журнал «Züricher volkswirtschaftliche Studien», в котором помещал и свои работы.
С 1917 по 1929 год Геркнер занимал пост президента Немецкой социологической ассоциации.
Генрих Геркнер умер 27 мая 1932 года в городе Берлине.